# الیویا بنسون (گربه)
الیویا بنسون (انگلیسی: Olivia Benson) یک گربه از نژاد اسکاتیش فولد است که متعلق به تیلور سوئیفت، خواننده-ترانه‌سرای آمریکایی، است. او در ژوئن ۲۰۱۴ به فرزندی پذیرفته شد و نامش از شخصیت سریال نظم و قانون: واحد قربانیان ویژه گرفته شده است. الیویا در موزیک ویدیوهای سوئیفت برای ترانه‌های «فضای خالی» (۲۰۱۴)، «من!» (۲۰۱۹) و «کارما» (۲۰۲۳) و همچنین در فیلم مستند خانم آمریکایی (۲۰۲۰) ظاهر شده است.
الیویا در تبلیغات برندهایی مانند کدز، نوشابه رژیمی، ای‌تی‌اندتی و دایرکت‌تی‌وی نقش داشته و لوگوی استودیوی رسانه‌ای داخلی سوئیفت، یعنی تیلور سوئیفت پروداکشنز، است. او که اغلب در پست‌های اینستاگرامی سوئیفت دیده می‌شود، به افزایش محبوبیت نژاد اسکاتیش فولد در میان مردم کمک کرده است. وب‌سایت Comparethemarket.com در سال ۲۰۱۸ ارزش خالص الیویا را ۹۷ میلیون دلار برآورد کرد که او را به دومین گربه ثروتمند جهان پس از گربه فقید یعنی گربه اخمو تبدیل کرد. فیلم‌هایی مانند ددپول ۲ (۲۰۱۸) و آرگایل (۲۰۲۴) نیز ارجاعاتی به الیویا داشته‌اند.